# Cryptographis
Cryptographis é um gênero de mariposa pertencente à família Crambidae.